# Індекс виявлених порівняльних переваг
Індекс виявлених порівняльних переваг (англ. Revealed comparative advantage – RCA) - це індекс, який використовується в міжнародній економіці для розрахунку відносних переваг або недоліків певної країни в певному класі товарів або послуг, про що свідчать торгові потоки. Він базується на концепції порівняльних переваг Давида Рікардо.

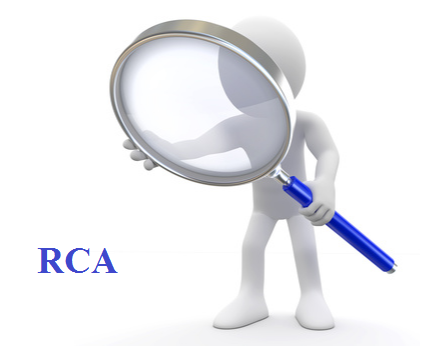
Визначення RCA

Частіше цей показник називають індексом Баласса. Він був представлений Белою Баласса та Марком Ноландом у 1965 році.
Виявлена порівняльна перевага країни у товарі визначається так:
Тобто індекс показує відношення долі товару (галузі) в національному експорті до долі у світовому експорті.
Якщо індекс більше одиниці, то товар (галузь) володіє порівняльними перевагами, якщо менше, то у товарі (галузі) - виявлені недоліки.
Поняття виявленої порівняльної переваги є подібним до теорії "економічної бази", яка має такий же розрахунок, але розглядає зайнятість, а не експорт.
Приклад: у 2016 році український експорт пшениці становив 2,37 млрд долл., загальний експорт товарів та послуг з України - 35,1 млрд долл. Світовий експорт пшениці становив 38,7 млрд долл., а загальний експорт в світі був на рівні 15640 млрд долл. Використовуючи формулу розрахуємо індекс виявлених порівняльних переваг: RCA= (2,37/35,1)/(38,7/15640) = 0,068/0,0025 = 27,2. Бачимо, що індекс більше 1, тому можемо сказати, що Україна має значні виявлені порівняльні переваги в пшениці.